# مالك بدري
مالك بابكر بدري محمد (16 فبراير 1932  – 8 فبراير 2021) هو كاتب وأستاذ علم نفس سوداني، ولد وترعرع في منطقة رفاعة جنوب الخرطوم، كان مؤسس علم النفس الإسلامي الحديث ونشر كتباً مُؤثرة مثل «معضلة علماء النفس المسلمين»، كان يُطلق عليه أحيانًا بمودة اسم بابا مالك، سافر إلى لبنان وهناك حصل على البكالوريوس في علم النفس في الجامعة الأمريكية ببيروت عام 1956، ثم واصل تعليمه في إنجلترا وحصل على ماجستير في جامعة ليستر عام 1958م، ثم على الدكتوراه في ليستر عام 1961م ببريطانيا، إضافة إلى شهادة التخصص في علم النفس السريري عام 1967م، له كتب كثيرة في علم النفس، تُرجمت بعضها إلى لغات العالم الإسلامي والعربي والروسية. اختارته وزارة الإعلام السودانية ليكون شخصية العام 2020 لأبحاثه في علم النفس. عُين عدة مرات عضوًا في لجنة الممارسة الطبية التقليدية في منظمة الصحة العالمية.
أسس الرابطة الدولية لعلم النفس الإسلامي في عام 2017 «لتوسيع دور الإسلام في النهوض بالصحة والفهم البشري وزيادة الاعتراف بعلم النفس الإسلامي باعتباره توجهًا نظريًا لفهم الإنسان ومقاربات علم النفس الإكلينيكي».
توفي في يوم الاثنين 8 فبراير 2021 في العاصمة الماليزية كوالالمبور، حيث كان يتلقى الرعاية الصحية، والده هو بابكر بدري مُؤسس مدرسة الأحفاد عام 1907، متزوج وله 7 أطفال.

## حياته
ولد مالك في عام 1932 في الرفاع، وحصل على شهادته الجامعية في العلوم العامة عام 1956 بامتياز من الجامعة الأمريكية في بيروت وحصل على درجة الماجستير من نفس الجامعة عام 1958 في علم النفس والتربية، ولاحقًا حصل على الدكتوراه في «تكوين المفاهيم من الرسوم البيانية» من جامعة ليستر عام 1961، وفي 1966 حصل على درجة ما بعد الدكتوراة من قسم الطب النفسي في كلية الطب بمستشفى ميدلسكس في يونيفرسيتي كوليدج لندن.
أُعتقل مالك بدري بعد انقلاب 1969 في السودان الذي قام به جعفر النميري، ولم يمكث طويلاً في السجن فقد تم إطلاق سراحه بعد أسبوعين، وألقي القبض عليه ثانية في 1970 ليمكث هذه المرة 3 أشهر، وبعد ثلاثة أعوام تقلد منصب أخصائي التربية وعلم النفس في منظمة اليونسكو في مؤسسة التربية العملية في بحر دار، انتخب زميلاً في الجمعية البريطانية لعلم النفس عام 1977، وحصل على لقب أخصائي علم نفس معتمد.
عاد إلى السودان في العام 1977 ليعمل أستاذاً في جامعة الخرطوم ومنذ ذلك الحين وحتى 2004 تنقل ما بين جامعات السودان وماليزيا والسعودية وجوبا، تم تعيينه عميدًا وأستاذًا في العديد من الجامعات، منها عميد كلية التربية بجامعة جوبا وجامعة الخرطوم وعميد الفكر والحضارة الإسلامية بالجامعة الإسلامية العالمية في ماليزيا، وكان مؤسسًا للعديد من أقسام التربية وعلم النفس، مثل قسم علم النفس التطبيقي في جامعة الخرطوم وأحد أقسام جامعة الإمام محمد بن سعود الإسلامية، أسس قسم العيادة النفسية بجامعة الرياض عام 1971، وخدم في العديد من المستشفيات في إفريقيا وآسيا كطبيب نفساني إكلينيكي.
كان أستاذًا لعلم النفس في جامعة صباح الدين زعيم بإسطنبول [الإنجليزية] (2017)، وكان محاضرًا زائرًا في الجامعة الدولية المفتوحة قبل وفاته في 8 فبراير 2021 عن عمر يناهز 88 عامًا، أثناء العلاج في ماليزيا،  قبل ثمانية أيام من عيد ميلاده التاسع والثمانين.

## مسيرته الأكاديمية
- أستاذ مساعد في الجامعة الأمريكية في بيروت من عام 1962 إلى 1964.[18]
- أستاذ زائر ورئيس لقسم علم النفس بالجامعة الأردنية عام 1965.
- أستاذ مشارك في قسم علم النفس والتربية ومدير لوحدة التوجيه والإرشاد النفسي في جامعة أم درمان الإسلامية من عام 1967 إلى 1971 م.
- أستاذ في قسم علم النفس ومدير العيادة النفسية في جامعة الرياض (الملك سعود حاليا) من عام 1971 إلى 1973 ومرة أخرى من عام 1974 إلى 1977.
- عميد كلية التربية في جامعة الخرطوم ورئيس قسم علم النفس التطبيقي من عام 1977 إلى 1980.
- أستاذ في قسم علم النفس وأخصائي العلاج النفسي في العيادة الطبية لجامعة الإمام محمد بن سعود في الرياض من 1981 إلى 1982 ومن 1984 إلى 1985.
- عميد كلية التربية ومدير جامعة جوبا بالإنابة من عام 1983 إلى 1984.
- أستاذ علم النفس وعلم النفس الإسلامي في جامعة الخرطوم من 1985 إلى 1992.
- أستاذ في قسم علم النفس في الجامعة الإسلامية العالمية بماليزيا من 1992 إلى 1994.
- أستاذ علم النفس والحضارة الإسلامية في المعهد العالي العالمي للفكر والحضارة الإسلامية التابع للجامعة الإسلامية في ماليزيا من 1994 إلى 2003.
- عميد المعهد العالي العالمي للفكر والحضارة الإسلامية التابع للجامعة الإسلامية في ماليزيا من 2003 إلى 2004.
- أستاذ علم النفس وعلم النفس الإسلامي وكبير مستشاري مركز علم النفس التطبيقي في الجامعة الإسلامية في ماليزيا من 2004 إلى 2021.

## مؤلفات
من مؤلفاته:
- التفكر من المشاهدة إلى الشهود، دار الوفاء للطباعة والنشر السلسلة: أبحاث علمية (3)، 1992.[20]
- أزمة علماء النفس المسلمين،  مركز ديبونو لتعليم التفكير، 2010.[21]
- التأمل: دراسة روحية إسلامية
- أبو زيد البلخي رزق الروح: العلاج السلوكي المعرفي لطبيب القرن التاسع
- التكيف الثقافي وأسلمة علم النفس: كتاب من الأوراق المجمعة
- الاستشارات الإلكترونية للعملاء المسلمين
- الإسلام ومرض الإيدز: بين الازدراء والشفقة والعدالة
- أسلمة علم النفس وتوطيده
- أزمة الإيدز: منتج طبيعي للثورة الجنسية للحداثة
- أزمة الإيدز: منظور اجتماعي ثقافي إسلامي
- معضلة الإيدز: ذرية من الحداثة
- حكمة الإسلام في تحريم الخمر،  المعهد العالمي للفكر الإسلامي السلسلة: إسلامية المعرفة، 2014.[22]
- استخدام وإساءة استخدام العلوم الإنسانية في الدول الإسلامية
- علم النفس من منظور إسلامي
- الإسلام وإدمان الكحول
- علم النفس العام
- علم النفس التربوي
- سيكولوجية رسومات الأطفال،  دار الفرقان للنشر والتوزيع، 2013.[23]

### إنجليزية
- "Abu Zayd Al-Balkhi’s Sustenance of the Soul: The Cognitive Behavior Therapy of A Ninth Century Physican"،  المعهد العالمي للفكر الإسلامي، 2018.[24]
- "Contemplation : An Islamic Psychospiritual Study"،  المعهد العالمي للفكر الإسلامي، 2018.[25]

## جوائز وأوسمة
- حصل على وسام الشهيد الزبير من قبل رئيس السودان في أبريل 2003، وهي أعلى ميدالية للتميز الأكاديمي.[2][4]
- شخصية العام - جائزة الطيب صالح العالمية للإبداع الكتابي في دورتها العاشرة.[26]

## جائزة مالك بدري
في عام 2005 تم تقديم «جائزة مالك بدري» وهي جائزة سنوية صدرت بقرار من الجمعية النفسية السودانية وخُصصت للأبحاث والمساهمات المميزة في مجال علم النفس.